# 思聪街道
思聪乡，是中华人民共和国湖南省株洲市茶陵县下辖的一个乡镇级行政单位。

## 行政区划
思聪乡下辖以下地区：
火车站社区、和平村、深塘村、华垅村、华星村、华丰村、左垅村、联兴村、茶冲村、烈星村、大兴村、思聪村、辉山村和红桥村。